# Sociedad para la Exploración Científica
La Sociedad para la Exploración Científica (Society for Scientific Exploration (SSE)) es una organización profesional de científicos que estudian fenómenos inusuales e inexplicados.
El objeto de sus estudios a menudo se sitúa en las fronteras de la ciencia, como son la consciencia, los ovnis y las medicinas alternativas. En sus estatutos definen estos asuntos con implicaciones para el conocimiento y la tecnología humanas.
La sociedad publica una revista científica con estudios revisados por pares y organizan reuniones periódicas en Estados Unidos y Europa.

## Historia
La sociedad fue fundada en 1982 por catorce científicos y académicos y la primera reunión de la SSE tuvo lugar en la Universidad de Maryland, College Park ese mismo año.
Consta de unos 800 miembros repartidos en 45 países.

## Junta directiva
En el 2008 el consejo estaba presidido por Peter A. Sturrock, del departamento de física aplicada de la Stanford University, y Larry Frederick y Charles Tolbert del departamento de Astronomía de la University of Virginia.
En el 2012 la presidencia era de William Bengston, del departamento de Sociología del St. Joseph's College de New York, y la vicepresidencia de Robert G. Jahn, de la School of Engineering & Applied Science
de la Princeton University.
Su junta directiva pertenece a las principales universidades de Norteamérica desde distintas disciplinas como sociología, astronomía, informática, etc.

## Publicaciones
Desde 1987 publican la revista Journal of Scientific Exploration|Journal of Scientific Exploration Según su declaración de intenciones, el propósito de esta revista es tratar temas "fuera de la corriente convencional de la ciencia". Los editores de la revista afirman que ésta "publica supuestas observaciones y explicaciones propuestas que parecerán más especutalivas o menos plausible que las que se publican en algunas revistas de disciplinas convencionales. Sin embargo, esas observaciones y explicaciones deben cumplir estándares rigurosos de técnicas observacionales y argumentos lógicos.".

## Críticas
Sus críticos la consideran un foro para la promoción, y no investigación de ciencia marginal. Según un estudio de la revista Skeptical Inquirer, publicada por  miembros de clubs de ciencia escéptica, las opiniones de esta organización suelen estar en contradicción con las de la ciencia.
Según S.Kalichman, la revista debe ser considerada una publicación pseudocientífica ya que trata temas como ufología, actividad paranormal, negacionismo del sida, abducciones alienígenas, etc.